# 菊里藍
菊里 藍（きくざと あい、1990年5月30日 - ）は、日本の元AV女優。
出身地:東京都。血液型:A型。身長:156cm。スリーサイズ:B87・W58・H85cm。

## 略歴・人物
2009年にデビューしたロリ系のAV女優である。

## 出演作品

### アダルトビデオ
2009年
- 修学旅行生 （9月5日、SODクリエイト） ※「菊池歩美」名義
- 巨乳天国 混浴露天風呂 5 （10月8日、ROCKET）
- ヒロイン スーパーハードレイプ 4 忍者特捜隊バードファイター編 （10月9日、GIGA）
- 女子校生が可愛かったのでナマで中に出しちゃいました! （10月23日、HRC）…オムニバス作品
- 生こぶし （11月7日、桃太郎映像出版）…オムニバス作品
- おはズボッ! お願い待って、入れないでー! カワイイ娘大集合!早く入れなくちゃスペシャル （11月11日（レンタル） / 2010年11月26日（セル）、アテナ映像）…オムニバス作品
- Gスポット地獄 2 （11月13日、アートビデオ）
- アメコミヒロイン GO!GO!パワーウーマン （11月13日、GIGA）
- スゴ～く! 制服の似合う素敵な娘 あい （11月17日、オーロラプロジェクト）
- ヒロイン討伐 Vol.46 （12月11日、GIGA）
- プロレスリング 01 （12月11日、GALLOP）
- 首絞め Part.17 （12月11日、GALLOP）…オムニバス作品 ※ダウンロード専用作品
- MY FAVORITE WITH パンティーストッキング 10 （12月18日、HRC）…オムニバス作品
- 肉食お姉さん VS 草食男 （12月18日、大洋図書）…オムニバス作品
- 続・腹パンチ対決 02 （12月25日、GALLOP）

2010年
- お仕置き 12 （1月1日、中嶋興業）
- ヒロイン白目失神地獄 プリティーマリー編 （1月22日、GIGA）
- 中●生のセンズリ鑑賞 （1月22日、OFFICE K'S）…オムニバス作品
- ロリータディルドオナニー （1月22日、OFFICE K'S）…オムニバス作品
- 敏感メイクのお仕事はここまでしなくちゃダメですか? （1月25日、フェルマータ） ※「藍」名義
- 街行くカワイイ制服○学生限定! 過激でHなレズナンパ （2月1日、V）…オムニバス作品 ※「さやか」名義
- スケベな親子がエッチなゲーム 一転知らずに近親相姦 父親なら娘の裸当ててみて! 美人姉妹スペシャル 〜見て、触って、ハメて、父親はカラダのパーツだけで自分の娘がわかるかな!?〜 （2月4日、ROCKET）…オムニバス作品
- 女噴き交尾 （2月16日、アートビデオ）
- ネオロリ!! ヨダレにまみれた桃尻・巨乳ドM美少女HIP オクチもアソコも奥までください… （2月19日、オーロラ・プロジェクト）
- スク水 10 HOTに濡れるスク水少女♥ （3月5日、クリスタル映像）
- むやみに性欲を刺激する有害図書 4 （3月10日、FAプロ）…オムニバス作品
- 天然発情娘の性愛 あい19歳美巨乳Eカップ密室ハメ撮り （3月25日、オーロラ・プロジェクト）
- この世の懲りない面々 女房の妹をレイプした夫/亭主以外の男の竿に夢中の母/援交がやめられない娘 （3月25日（レンタル）、FAプロ）…オムニバス作品

ホットミルク2にも菊里藍

### アダルトサイト
- Hime Mix No.337 RIN （2009年8月14日、Hime Mix）
- Hime Mix マニア同好会 No.110 RIN （2009年8月31日、Hime Mix）

### イメージビデオ
※「美里あきな（みさと あきな）」名義
- むちゃぶりたっぷり!? （2009年9月29日、オルスタックピクチャーズ）
- ヌルヌルーキーズ （2009年10月29日、オルスタックピクチャーズ）